# Pokemoneda
Una pokemoneda és una moneda virtual que s'utilitza en el joc de realitat augmentada Pokémon Go desenvolupat per Niantic, Inc.
Aquest joc és una de les aplicacions informàtiques amb més descàrregues el 2016.
Les monedes per jugar són d'accés gratuït o es poden comprar. Amb les pokemonedes es pot comprar: Poké Balls, encens, ou sort, mòdul esquer, incubadora i augment d'espai (objectes i pokémon).
Es lliuren deu pokemonedes de franc cada 21 hores per cada gimnàs defensat, fins a un màxim de deu gimnasos.
L'aplicació informàtica Pokémon Go, va causar un impacte al mercat borsari de Tòquio al juny de 2016, quan les accions de Nintendo, propietària de llicència de Pokémon van pujar un 86 per cent, la qual cosa significa un augment de 17.000 milions de dòlars.
La moneda virtual va ser definida el 2012 pel Banc Central Europeu com: "un tipus de diners digitals no regulats, que és emès i generalment controlat pels seus desenvolupadors, i usat i acceptat entre els membres d'una determinada comunitat virtual."
L'empresa Apple preveu un augment de facturació en 2017 gràcies a les creixents vendes de pokemonedes.